# Crowdsourcing

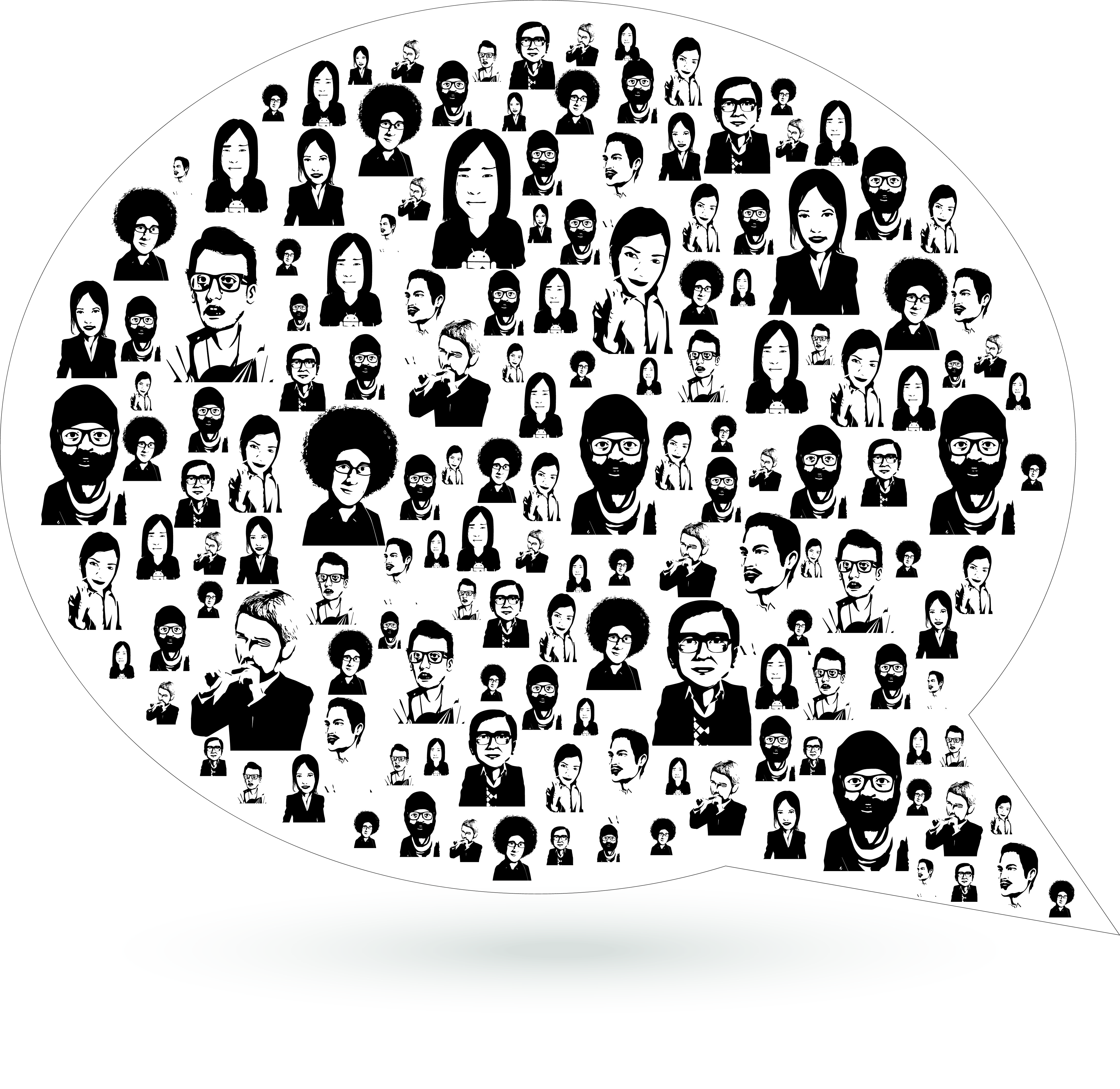
Diagrama que en forma gráfica, evoca la situación en la cual las opiniones y/o evaluaciones se concretan a través de una multitud de evaluadores y aportantes (crowdsourced testing), trabajando en forma abierta y participativa (crowdsourcing).

Crowdsourcing (del inglés crowd –multitud– y outsourcing –recursos externos–) se podría traducir al español como colaboración abierta distribuida o externalización abierta de tareas, y consiste en externalizar tareas que, tradicionalmente, realizaban empleados o contratistas, dejándolas a cargo de un grupo numeroso de personas o de una comunidad, a través de una convocatoria abierta.
Jeff Howe, quien acuñó el término en el año 2006, estableció que el concepto de "crowdsourcing" depende esencialmente del hecho de que, debido a que es una convocatoria abierta a un grupo indeterminado de personas, reúne a los más aptos para desarrollar las tareas, para responder ante problemas complejos, y para así contribuir aportando las ideas más frescas y relevantes.
Por ejemplo, se invita al público a desarrollar una nueva tecnología, o a llevar a cabo una tarea de diseño (diseño basado en la comunidad  o diseño participativo distribuido), o a mejorar e implementar los pasos de un algoritmo (véase computación basada en humanos), o a ayudar a capturar, sistematizar, procesar y analizar, grandes cantidades de datos (ciencia ciudadana).
El término se ha hecho popular entre las empresas, autores y periodistas, como forma abreviada de la tendencia a impulsar la colaboración en masa, posibilitada por las nuevas tecnologías (como la Web 2.0), para así lograr objetivos de negocios o eventualmente propuestas sociales. Sin embargo, el término y sus modelos de negocio han generado controversia y críticas. La web 2.0 se orienta a facilitar la máxima interacción entre los usuarios y el desarrollo de las redes sociales donde se pueda expresar y opinar, y asimismo buscar y compartir información sobre temas de interés, permitiendo una mayor interacción y colaboración entre los usuarios.

## El problema de la definición
El crowdsourcing se ha definido en multitud de ocasiones. Jeff Howe fue el primero en acuñar el término. Este autor lo definió como

"Externalización, por parte de una empresa o institución, de una función realizada por un empleado, a un grupo indefinido (y normalmente grande) de personas, mediante una convocatoria abierta. Esta externalización puede tomar la forma de una producción-de-iguales (peer-production) cuando el trabajo se realiza de forma colaborativa, pero también puede llevarse a cabo de forma individual".

Otros autores han dado su versión de la definición. Daren Brabham por ejemplo, afirma que el crowdsourcing es "un modelo estratégico para atraer una multitud interesada y motivada de individuos, capaces de proporcionar soluciones superiores en calidad y cantidad a aquellas que podrían proporcionar formas de negocio tradicionales".
Por su parte, Kazai et al. afirman que el crowdsourcing consiste en "una convocatoria abierta para recibir contribuciones de miembros de la multitud, para resolver un problema o llevar a cabo tareas inteligentes, normalmente a cambio de micro-pagos, reconocimiento social (micromecenazgo) o entretenimiento".
Debido a la cantidad de definiciones que se pueden encontrar, y a las imprecisiones que aparecen, se ha llegado al punto en el que multitud de actividades colaborativas, en línea o no, han pasado a identificarse con el crowdsourcing de manera equivocada. Aparte de la falencia o incertidumbre en cuanto a una definición, también surge el problema de que en la literatura científica de crowdsourcing existen actualmente más de 40 definiciones distintas del término. Distintos autores dan definiciones del crowdsourcing basándose en sus especialidades, perdiéndose de esta manera la visión global del término.
Estellés y González (2012), tras estudiar más de 40 definiciones de crowdsourcing, proponen una nueva definición integradora:

"El crowdsourcing es un tipo de actividad en línea participativa en la que una persona, institución, organización sin ánimo de lucro, o empresa, propone a un grupo de individuos, mediante una convocatoria abierta y flexible, la realización libre y voluntaria de una tarea. La realización de la tarea, de complejidad y modularidad variable, y en la que la multitud debe participar aportando su trabajo, dinero, conocimiento, y/o experiencia, siempre implica un beneficio mutuo. El usuario recibirá la satisfacción de una necesidad concreta, ya sea esa económica, de reconocimiento social, de autoestima, o de desarrollo de aptitudes personales, mientras que el crowdsourcer obtendrá y utilizará en su beneficio la aportación del usuario, cuya forma dependerá del tipo de actividad realizada."

## Historia
El término "'crowdsourcing'" es una contracción y un neologismo de la palabra inglesa crowd (masa de gente o multitud) y outsourcing ("externalización"), acuñado por Jeff Howe en junio de 2006 en un artículo de la revista Wired "The Rise of Crowdsourcing" ("El ascenso del crowdsourcing"). [2] [4] Howe explica que, debido a los avances tecnológicos que han permitido el consumo de electrónica a bajo coste, la diferencia entre profesionales y aficionados ha disminuido. En consecuencia, las empresas pueden aprovechar el talento de la gente, por eso Howe afirma que "No es la externalización (outsourcing), es el crowdsourcing".
Proyectos que hacen uso de grupos de inteligencia, como el LazyWeb o el ESP Game(Juego ESP) de Luis von Ahn, preceden la invención de la palabra desde hace varios años. Recientemente, Internet ha sido utilizada para dar a conocer y gestionar proyectos de "crowdsourcing".

## Descripción general
La idea es obtener recursos de capital humano, para cumplir con objetivos específicos, por medio de la creación de productos de forma colaborativa para catapultar un emprendimiento. El crowdsourcing es un modelo de producción y resolución de problemas. Normalmente, los problemas se difunden a un grupo de personas desconocidas mediante una convocatoria abierta para que estas los solucionen. Los usuarios forman comunidades en línea y sugieren soluciones. Las comunidades también revisan las soluciones para encontrar errores o mejorarlas. Una vez decididas y elegidas, las mejores soluciones pasan a ser de la entidad que propuso el problema en primer lugar: el convocante. A veces, las personas que propusieron las mejores soluciones son recompensadas. En algunos casos, el trabajo está bien recompensado, ya sea mediante dinero, con premios o bien con reconocimiento. En otros casos, la única recompensa es el prestigio (kudos), o la satisfacción intelectual. Las soluciones de crowdsourcing pueden ser de aficionados o voluntarios que trabajan en su tiempo libre, o de expertos o pequeñas empresas que eran desconocidos para la organización que expuso el problema. Jeff Howe ha diferenciado cuatro tipos de estrategias de colaboración abierta distribuida:
- Crowdfunding (financiación colectiva)
- Crowdcreation (creación colectiva)
- Crowdvoting (votación colectiva)
- Crowd wisdom (sabiduría colectiva)
- Crowdlearning (aprendizaje colectivo)

El uso del término se ha extendido hasta incluir modelos en los que se distribuye entre la gente en general, un trabajo específico. Empresas como CloudCrowd y CrowdFlower no utilizan el clásico crowdsourcing porque los colaboradores no trabajan conjunta o colectivamente en la revisión de las soluciones.
Entre los beneficios obtenidos por el crowdsourcing podemos señalar los siguientes:
- Los problemas pueden ser examinados por un coste relativamente pequeño y, a menudo, muy rápidamente.
- El pago depende de los resultados, aunque a veces, no hay pago. (Ver esta página en la Wikipedia en alemán).
- La organización puede explotar una rango amplio de talento que podría estar presente en su propia organización.[7]
- Al escuchar a la gente, las organizaciones obtienen información de primera mano sobre los deseos de sus clientes.
- La comunidad puede sentir una afinidad con la organización de "crowdsourcing", que es el resultado de un sentido de propiedad ganado a través de la contribución y la colaboración.
- Los usuarios, forman normalmente comunidades en línea y sugieren soluciones. Las comunidades también revisan las soluciones para encontrar errores o mejorarlas.
- A veces, las personas que propusieron las mejores soluciones son recompensadas.

En su artículo, "El poder del crowdsourcing" ("Power of Crowdsourcing"), Matt H. Evans sostiene que "el crowdsourcing aprovecha las ideas del mundo ayudando así, a las empresas a trabajar mediante un proceso de diseño rápido". Esto suele estar disponible a un coste relativamente bajo, ya que la gente siempre está dispuesta a compartir sus ideas a escala mundial.

## Usuarios
-Negocios o sites que canalizan el poder de las comunidades en línea
-Iniciativas realizadas por marcas que dependen del crowdsourcing
-Iniciativas de marcas que permiten a los usuarios customizar sus productos
-Competiciones o desafíos organizados por marcas basados en el crowdsourcing
La diferencia entre el crowdsourcing y la contratación externa común (outsourcing) es que una tarea o problema se externaliza a un público indefinido en lugar de a un cuerpo específico. La diferencia entre el crowdsourcing y el código abierto es que la producción de código abierto es una actividad cooperativa, iniciada y asumida voluntariamente por los miembros del público. En la actividad de "crowdsourcing" el cliente inicia la actividad y el trabajo puede ser realizado de forma individual o en grupo. Otras diferencias entre el código abierto y la producción mediante colaboración abierta distribuida, están relacionadas con las motivaciones de las personas por participar.
El crowdsourcing también tiene el potencial de ser un mecanismo de resolución de problemas para un uso gubernamental sin fines lucrativos. La planificación urbana y de tránsito son las principales áreas de "crowdsourcing". Uno de los proyectos para poner a prueba el proceso de participación pública de "crowdsourcing" para la planificación de tránsito en Salt Lake City estuvo en marcha desde 2008 hasta 2009, financiado por una concesión de la Administración de Tránsito Federal de EE. UU. Otra aplicación notable de "crowdsourcing" para resolución de problemas del gobierno estadounidense es el proyecto de Revisión de Patentes por Pares (Peer to Patent Community Patent Review) de la Oficina de Patentes y Marcas de EE. UU.

### "Crowdsourcing" basado en la web
En una entrevista Leah Devun preguntó a Andrea Grover si los proyectos de colaboración por Internet tienden a ser diferentes a los proyectos cara a cara. Grover afirma que los individuos tienden a ser más abiertos, ya que no están siendo juzgados o examinados físicamente. A la larga, esto permite la creación de proyectos artísticos bien diseñados, porque las personas son menos conscientes del hecho de que su trabajo está siendo examinado. En un ambiente en línea se presta más atención al proyecto que a la comunicación con los demás.
Un ejemplo importante de "crowdsourcing" por Internet, mencionado también en el libro originario de Howe, son los marcadores sociales (también llamado etiquetado colaborativo). En los sistemas de marcadores sociales, los usuarios asignan etiquetas a los recursos compartidos con otros usuarios, lo que da lugar a un tipo de organización de la información que surge de este proceso de "crowdsourcing". Otros ejemplos importantes son los concursos de ideas. Una investigación reciente ha demostrado que en estos sistemas surge el consenso en torno a la distribución estable y a una forma sencilla de vocabularios centrales compartidos, incluso en ausencia de un vocabulario central controlado.

### Colaboración
"Collaboratition" es un neologismo para describir un tipo de "crowdsourcing" utilizado para problemas que requieren un esfuerzo de colaboración o cooperación para tener éxito, pero que utiliza la competencia como un motivador para la participación o el rendimiento. Un buen ejemplo de "collaboratition" es el experimento DARPA sobre "crowdsourcing" de 2009. DARPA colocó 10 globos por los Estados Unidos y desafió a distintos equipos a competir para que fueran el primero en reportar la ubicación de todos los globos. Se requería la colaboración de los esfuerzos para afrontar el desafío de manera rápida; esto, junto con la motivación competitiva del concurso en su conjunto, hizo que el equipo ganador (MIT, en menos de siete horas) estableciera su propio entorno "collaborapetitive" para generar participación en su equipo.
Otra forma de colaboración se puede encontrar en el término micromecenazgo, inspirado en "crowdsourcing". El micromecenazgo asume un papel diferente, describe la cooperación, atención y confianza colectiva de la gente que deposita su dinero conjuntamente, por lo general a través de Internet, con el fin de apoyar los esfuerzos iniciados por otras personas u organizaciones. El micromecenazgo tiene distintos propósitos, desde el alivio de desastres para el periodismo ciudadano, los artistas que buscan el apoyo de los aficionados, a las campañas políticas. La Era de la Estupidez es tal vez el caso más exitoso y publicitado hasta la fecha, la película recaudó 1,2 millones dólares mediante la financiación de multitud de personas y también utilizó el abastecimiento de la multitud para la distribución y exhibición de la película por todo el mundo.

## Los primeros ejemplos
El Teatro del Oprimido de Augusto Boal proporciona los primeros ejemplos de "crowdsourcing" en las representaciones teatrales. Los modelos de Boal dan énfasis a los participantes y a la influencia que su colaboración tiene en sus actuaciones.
En 1994, Northeast Consulting compiló una base de datos de las tendencias en el mercado. Esta base de datos fue recopilada a partir de numerosas fuentes, ofreciendo un primer ejemplo de "crowdsourcing".
El Internettunnel en Leidschendam, Países Bajos, de Zwarts y Jansma Arquitectos y el artista Hans Muller son otro de los primeros ejemplos de crowdsourcing. Inaugurado en 1998, la gente podía alimentar el led de visualización a través de Internet con sus propios textos. Además, las palabras podían ser bloqueadas por un tiempo determinado. El público se convirtió en su propio filtro dinámico, evitando, por ejemplo, comentarios racistas.

## Ejemplos recientes
En la actualidad, son múltiples las plataformas que ofrecen servicios de crowdsourcing a empresas grandes y pequeñas. Nombres como freelancer, 99designs, Designonclick, son cada día más populares, por otra parte, se van perdiendo poco a poco varias plataformas como Choosa, Adtriboo, Torneodeideas, que reportan bajos niveles de concursos/proyectos o ninguno.

## Ventajas delcrowdsourcing
Andrea Grover, comisario de la muestra de arte crowdsourcing de 2006, Phantom Captain: Art and Crowdsourcing , explicó en una entrevista que "crowdsourcing" elimina una barrera financiera que prohíbe a la mayoría de la gente a participar en el arte, ya que "el estado real de Internet es esencialmente libre." Grover sostiene que el principal atractivo de "crowdsourcing" es la satisfacción que se obtiene a través del trabajo con una comunidad.
Las personas que participan en proyectos de "crowdsourcing" son, a menudo, anónimas y Grover expone que "la gente revela más cuando no está cara a cara", porque "hay una cierta seguridad al no estar físicamente presente", que se suma al atractivo de "crowdsourcing".

## Aplicaciones
- Micromecenazgo o financiación colectiva:

Apoyo económico de contribuyentes a un proyecto o producto específico con el que se sientan identificados a través de una plataforma. Se busca obtener fondos para una idea, caridad o iniciar un negocio
- Co-invenciones:

Se basa en la creación colectiva. Diferentes personas comparten sus inventos y los someten al criterio de otros para que los modifiquen, mejoren y ejecuten con el fin de conseguir la perfección del producto.
- Microtasking o microtareas:

Este modelo trata de que una persona solicite ayuda con pequeñas tareas del hogar para que otro lo haga a cambio de una remuneración.
- Crowdshipping:

Consiste en aprovechar los viajes de otros usuarios para que lleven o traigan a su lugar de destino un paquete que queremos transportar
- Crowdspeaking:

Es un servicio que permite que los mensajes de personas y organizaciones sean escuchados en las redes sociales cuando varias personas lo dicen al mismo tiempo, de tal manera que no pueda ser ignorado
- Crowdranking:

Es una herramienta que califica la opinión a través de medios sociales
- User generated content:

Se define como cualquier forma de contenido como blogs, wikis, foros de discusión, mensajes, chats, tuits, podcasts, imágenes digitales, video, archivos de audio, anuncios y otras formas de medios creados por los usuarios de un sistema o servicio en línea, a menudo disponibles a través de sitios web de redes sociales.
- Crowdlearning:

Es la práctica que se basa en la inteligencia conjunta, mediante la cual es posible aprender y enseñar en un entorno colaborativo de innovación educativa.

## Polémica
Las implicaciones éticas, sociales y económicos del "crowdsourcing" están sujetas a un amplio debate. Por ejemplo, el autor y crítico de los medios Douglas Rushkoff, en una entrevista publicada en Wired News, expresó ambivalencia sobre el término y sus implicaciones. El cofundador de Wikipedia Jimmy Wales critica también abiertamente el término.
Algunos informes se han centrado en los efectos negativos que tiene el "crowdsourcing" sobre los propietarios de negocios, en particular en lo que respecta a cómo, a veces, un proyecto "crowdsourced" puede terminar costando más que un proyecto tradicionalmente externalizado.
Algunas posibles dificultades del "crowdsourcing" son las siguientes:
- Costes añadidos para llevar un proyecto a una conclusión aceptable.
- Mayor probabilidad de que un proyecto crowdsourced falle debido a la falta de motivación monetaria, a la poca afluencia de participantes, a la menor calidad del trabajo, a la falta de interés personal en el proyecto, a las barreras del lenguaje mundial, o a dificultad para la gestión de un proyecto crowdsourced a gran escala.
- Salarios por debajo del mercado[22] o ningún salario en absoluto. Los acuerdos de trueque se asocian a menudo con "crowdsourcing".
- No hay contratos escritos, acuerdos de confidencialidad, acuerdos con los empleados ni términos conformes con los empleados crowdsourced.
- Dificultades para mantener una relación de trabajo con los trabajadores crowdsourced durante toda la duración de un proyecto.
- Susceptibilidad a resultados defectuosos causados por un trabajo malintencionado a propósito.

Aunque algunos críticos creen que "crowdsourcing" explota o abusa de los individuos por su trabajo, los estudios sobre las motivaciones de las masas aún no han demostrado que las multitudes se sienten explotadas. Por el contrario, muchas personas de la masa obtienen importantes beneficios de su participación en las aplicaciones de "crowdsourcing". Otros autores debaten sobre los riesgos y los beneficios del uso de crowdsourcing como una forma de equilibrar las desigualdades globales.
Sin embargo, proyectos como "The Turk" de Amazon.com, han supuesto un avance significativo en el tratamiento de estas cuestiones en los últimos años. "The Turk" busca reforzar a las empresas, a los promotores y a los creadores de cualquier tipo facilitando la relación entre ellos y las masas. Esto se logra mediante la creación de una plataforma a través de la cual las masas y los empresarios se comunican y realizan transacciones de una manera más segura para ambas partes.
En una entrevista Andrea Grover le preguntó a Leah DeVun´s: "¿Cree usted que el "crowdsourcing" elimina una barrera económica que podría evitar que las personas participen en el arte?" Grover contestó que sí y explicó que el "crowdsourcing" estaba originalmente basado en la economía. Fue diseñado para que las empresas fuesen rentables y redujesen sus gastos.
Grover también dio un ejemplo de un proyecto de "crowdsourcing" sin éxito. Justcurio.us fue un sitio web donde los usuarios podían hacer preguntas y recibir respuestas de otros usuarios que visitaban el sitio. Con el tiempo, se fue degradando y la gente empezó a hacer preguntas con fines pornográficos. Grover sostiene que "quizá hacer sólo una pregunta sea demasiado simple". Tal vez tenga que haber una mayor complejidad."
Existen agencias de traducción y empresas consumidoras de grandes volúmenes de traducciones que pretenden recurrir al crowdsourcing intentando abaratar costos de manera drástica, en vez de recurrir a traductores profesionales. Situaciones como esta han sido sistemáticamente denunciadas por organizaciones como AIPTI y otras asociaciones de traductores.

## Comercialización de marcas
El Crowdsourcing ha llamado la atención de los vendedores de marcas como una forma de involucrar a los clientes mediante los medios de comunicación social. La campaña de Dorito para el choque del "Super Bowl" estadounidense es un ejemplo idóneo para describir un programa totalmente integrado y exitoso. Los seguidores de Dorito diseñaron sus propios anuncios para tener la oportunidad de ganar un viaje para ir a ver el partido, 25.000 dólares (unos 20.000 euros) en efectivo, y el reconocimiento del público por diseñar un anuncio del Super Bowl. El "Crowdsourcing" para las marcas no funciona siempre. Levia, un consorcio de dispositivos médicos, no consiguió generar una actividad de crowdsourcing con una promoción parecida. Carecían de prerrequisitos de una masa, un motivo suficiente, y una expectación razonable de esfuerzo laboral.

## Ejemplos históricos
- Tha Alkali Prize
- The Longitude Prize
- Fourneyrons´s Turbine
- Montyon´s Prizes
- Nicolas Apert y la conservación de los alimentos
- Premio Loebner
- Premio Problemas del Milenio